# Coherentie (taalkunde)
Het begrip coherentie heeft in de tekstlinguïstiek en de sociolinguïstiek betrekking op de manier waarop een gesproken of geschreven tekst conceptueel samenhangt en/of door de luisteraar als inhoudelijk samenhangend wordt ervaren. 

## Coherentie vs. cohesie
Binnen de tekstlinguïstiek wordt tekstuele coherentie onderscheiden van tekstuele cohesie. Bij coherentie gaat het niet of tenminste niet in de eerste plaats om de intratekstuele samenhang (die bijvoorbeeld tot uiting komt in de vorm van verwijzende elementen of woorden die vaak herhaald worden), maar om de inhoudelijke samenhang. Coherentie heeft meer te maken met de dieptestructuur dan met de oppervlaktestructuur van de tekst. Wel is het zo dat de cohesieve elementen zoals voornaamwoorden en andere functiewoorden vaak ook dienen om de tekstuele coherentie te versterken. 

## Coherentie in alledaags taalgebruik
Voorbeelden van coherentie in de alledaagse gesproken taal zijn de vaste reacties die worden geassocieerd met bepaalde taalhandelingen. Een voorbeeld is het gegeven dat op elke groet in de trant van Hallo een wedergroet wordt verwacht. Ook verwacht iemand die een vraag aan iemand anders stelt in principe altijd een antwoord. Een belangrijke uitzondering op dit laatste vormen de retorische vragen, waar in de regel geen antwoord op wordt verwacht, aangezien retorische vragen heel andere taalhandelingen zijn dan gewone vragen.

## Referentiële vs. relationele coherentie
Zinnen in gesproken of geschreven teksten en/of korte vertogen die op het eerste gezicht geen of weinig syntactische samenhang of cohesie vertonen, kunnen in semantisch opzicht toch een hoge mate van inhoudelijke samenhang en daarmee een coherentierelatie hebben. Dit is duidelijk het geval in het volgende zinspaar:
1. Wat een rotweer!
2. Ik blijf thuis vandaag.

Deze vorm van coherentie, die binnen de tekst zelf gelegen is, is de relationele coherentie. Een andere belangrijke vorm van coherentie is de referentiële coherentie waarbij onder meer door middel van een voornaamwoord verwezen kan worden naar iets dat binnen de tekst zelf genoemd wordt (endoforische referentie) dan wel daarbuiten gelegen is (exoforische referentie ofwel deixis). Een voorbeeld van dat laatste is te vinden in de zin:
1. Heb je al met hem van hierboven gepraat?

Hem verwijst in de zin naar een referent die niet in de tekst zelf genoemd wordt. Om de betekenis van deze taaluiting geheel te kunnen doorgronden, moet de toeschouwer daarom ook bekend zijn met de specifieke situatie waarin de spreker zich op het betreffende moment bevindt. Dat kan in het gegeven voorbeeld in een flat of appartementencomplex zijn.